# ألفا روميو 147
ألفا روميو 147 (بالإنجليزية: Alfa Romeo 147)‏ هي سيارة تم تصنيعها من قبل ألفا روميو الإيطالية.